# AK-7

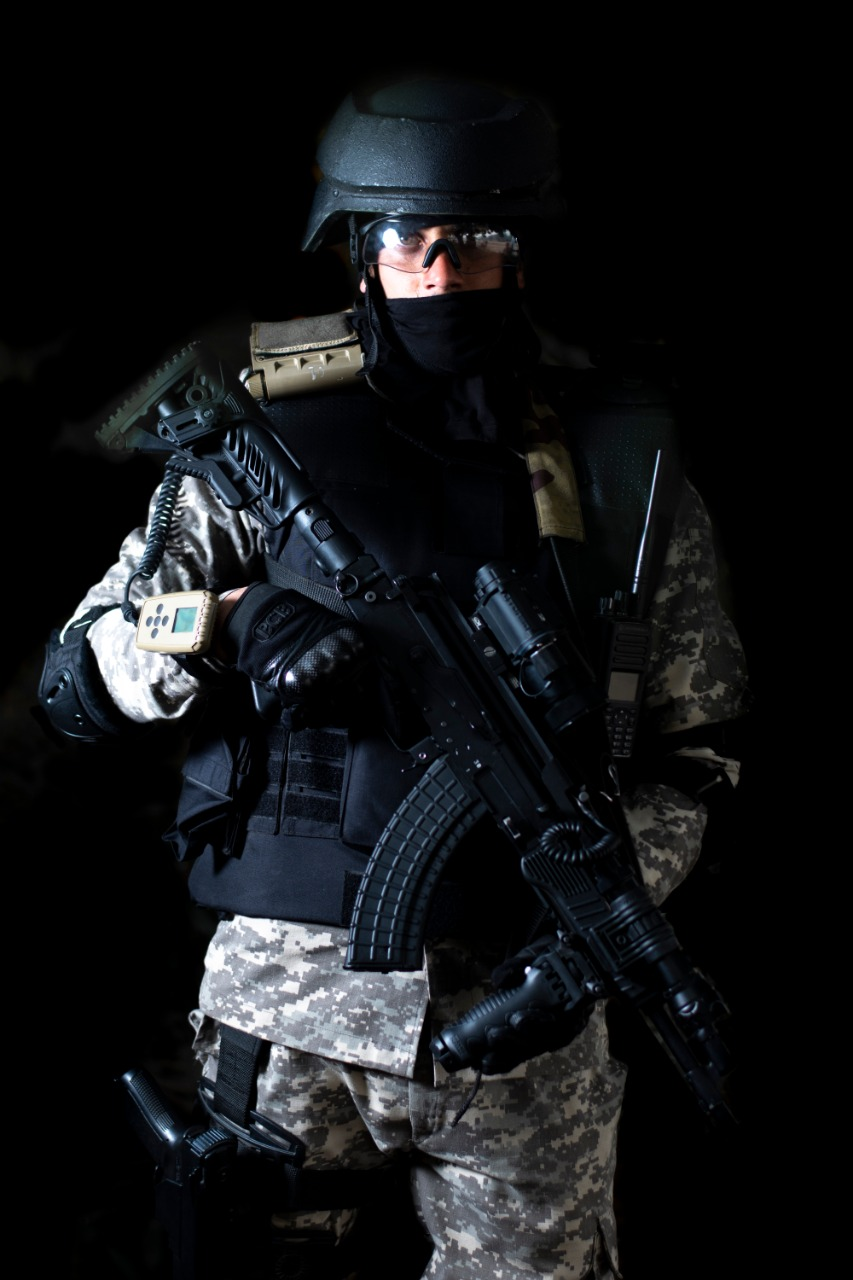
Un opérateur indien CRPF QRT avec un AK-7 modifié avec des accessoires israéliens fournis par FAB Defence.

Le fusil d'assaut AK-7 ou Ghaatak est une variante de l'AKM produite par les Arsenaux indiens,.

## Présentation
L'Armée indienne a récupéré de nombreux Fusils Type 56 durant ses guerres contre le Pakistan en 1965 puis  en  1971. Afin de combler les manques des Fusils 1A1 et INSAS et de compléter leur arsenal, les militaires indiens ont acquis de nombreuses variantes du Kalashnikov (AKM, AK-103, AR-M1, MpiKM) avant de faire produire par les arsenaux indiens  le fusil d'assaut de 7,62 mm  "GHAATAK" dit AK-7 avec l'aide technique de la firme bulgare Arsenal AD.

## Aspects techniques de l'AK-7
L'AK-7 indien reprend les caractérsiques générales du modèle soviétique. Mais il est plus long de 2 cm et plus léger de 200 g environ :
- Mécanisme:emprun des gaz; tir sélectif (coup par coup ou  rafale libre)
- Matériaux : alliage pour la carcasse et le chargeur, acier pour le canon, contre-plaqué pour les crosses, fut et garde-main et plastique pour la poignée pistolet.
- Munition : 7,62 x 39 mm
- Chargeur: 30 cartouches (900 g rempli)
- Masse du fusil vide : 
  - à crosse fixe  (3 kg)
  - à crosse pliante : (3,3 kg)
- Longueur du fusil: 
  - à crosse fixe : 900 mm
  - à crosse pliante : 660-890 mm
- Cadence de tir réelle : 100 coups par minute
- Portée pratique : 450 m.

## Sources
- Notice des Arsenaux indiens sur l' Assault Rifle 7,62 mm
- Jean Huon, Histoire du Kalasnikov. À l'épreuve de tous les combats, ETAI, 2011